# ستيغ توفتنغ
ستيغ توفتنغ (بالدنماركية: Stig Tøfting)‏ (مواليد 14 أغسطس 1969) هو لاعب كرة قدم. يلعب مع منتخب الدنمارك لكرة القدم. سبق له أن لعب في كأس العالم لكرة القدم مع منتخب بلاده.

## روابط خارجية
- ستيغ توفتنغ على موقع الاتحاد الدولي (مؤرشف)  (الإنجليزية)
- ستيغ توفتنغ على موقع الاتحاد الأوربي (الإنجليزية)
- ستيغ توفتنغ على موقع قاعدة بيانات كرة القدم.إي يو (الإنجليزية)
- ستيغ توفتنغ على موقع بيانات كرة القدم. دي إي (الألمانية)
- ستيغ توفتنغ على موقع ناشيونال فوتبول تيمز (الإنجليزية)
- ستيغ توفتنغ على موقع Soccerbase.com (لاعب) (الإنجليزية)
- ستيغ توفتنغ على موقع عالم كرة القدم.نت (الإنجليزية)
- ستيغ توفتنغ على موقع أوليمبيديا (الإنجليزية)